# Unione Sportiva Pro Vercelli 1945-1946
Questa voce raccoglie le informazioni riguardanti  l'Unione Sportiva Pro Vercelli nelle competizioni ufficiali della stagione 1945-1946.

## Rosa
| N. |                   | Ruolo | Calciatore        |
| -- | ----------------- | ----- | ----------------- |
|    | Italia (bandiera) | A     | Paolo Barbero     |
|    | Italia (bandiera) | D     | Aldo Beretta      |
|    | Italia (bandiera) | D     | Raimondo Cantone  |
|    | Italia (bandiera) | C     | Walter Carasso    |
|    | Italia (bandiera) | A     | C. Clarichetti    |
|    | Italia (bandiera) | A     | Vincenzo Coltella |
|    | Italia (bandiera) | P     | Enzo Fabbri       |
|    | Italia (bandiera) | A     | Mario Fiori       |
|    | Italia (bandiera) | A     | Domenico Gambino  |
|    | Italia (bandiera) | C     | Nino Malinverni   |
|    | Italia (bandiera) | C     | Guido Minghetti   |

| N. |                   | Ruolo | Calciatore           |
| -- | ----------------- | ----- | -------------------- |
|    | Italia (bandiera) | D     | Piero Mocca          |
|    | Italia (bandiera) | C     | Domenico Mussino     |
|    | Italia (bandiera) | C     | Guglielmo Oppezzo    |
|    | Italia (bandiera) | A     | Giovanni Pallavicini |
|    | Italia (bandiera) | D     | Aldo Pondrano        |
|    | Italia (bandiera) | D     | Giovanni Pramaggiore |
|    | Italia (bandiera) | A     | Giuseppe Ranghino    |
|    | Italia (bandiera) | A     | Marcello Sarasso     |
|    | Italia (bandiera) | D     | Testa                |
|    | Italia (bandiera) | A     | Guido Tieghi         |